# Anastasija Merkusjyna
Anastasija Merkusjyna, född 14 januari 1995, är en ukrainsk skidskytt som ingick i det ukrainska damlag som vann silver i stafett vid VM 2017.